# Niewodnica (rzeka)
Niewodnica/Czaplinianka – rzeka na Podlasiu, prawy dopływ rzeki Narew. Według zestawienia Państwowego Rejestru Nazw Geograficznych, rzeka nosi nazwę Czaplinianka, a jej górny bieg ma nazwę Niewodnica.
Rzeka początek swój bierze na podmokłych łąkach w okolicy wsi Kudrycze, wpada do Narwi we wsi Topilec. Jej długość wynosi 32,5 km. Różnica poziomów między źródłem i ujściem 36 m. Szerokość przy ujściu - około 1,8 m.

## Nazwa
Nazwa ma typowe brzmienie zachodniosłowiańskie i oznacza rzekę, w której łowiono ryby niewodami. Po raz pierwszy nazwa rzeki Niewodnica występuje w dokumencie z 1358 roku i ma postać Newothincza. Był to akt księcia Kiejstuta zatwierdzający rozgraniczenie między Litwą i Mazowszem. Następnie nazwa tej rzeki pojawiła się w dokumentach nadania dóbr Choroszcz z lat 1437 i 1441 i miała postać – Nyewodanycza względnie Neywodznicza.
Od tej rzeki wzięły swe nazwy wsie, które w ciągu kilkaset lat nad nią powstawały: 
- Niewodnica Kościelna
- Niewodnica Korycka
- Niewodnica Zalesiany
- Niewodnica Siestrzewitowskich
- Niewodnica Koplany
- Niewodnica Lewickie
- Niewodnica Kożany
- Niewodnica Nargilewska
- Niewodnica Ignatki
- Niewodnica Solniki
- Niewodnica Wysoka, Wysocka, Wysokowszczyzna, Wyszkowszczyzna
- Niewodnica Złotniki
- Niewodnica Skrybicka

Dzisiaj człon „Niewodnica” nie występuje w nazwach wielu spośród tych wsi.
Inne czasem używane nazwy tej rzeki to Zalesianka, Czaplanka i Czaplinianka.

## Granice
Niewodnica była rzeką graniczną. Od 1358 roku wzdłuż niej przebiegała granica między Mazowszem i Litwą a w latach 1566-1795 granica między województwem trockim i podlaskim.

## Melioracja
W okresie międzywojennym rozpoczęto meliorację rzeki polegającą tylko na regulacji koryta rzecznego i kopaniu głównego kanału. Do wojny zmeliorowano rzekę od ujścia w Topilcu do wsi Ignatki. Po wojnie meliorację kontynuowano do wsi Lewickie. Nadmierne wyprostowanie koryta rzeki, a przez to jego skrócenie i zwiększenie spadku obniżyły poziom lustra wody niekiedy o 1 m.

## Młyny
Rzeką przepływała woda w ilości wystarczającej do poruszania młynów. Najstarsze znane młyny działały nad Niewodnicą na początku XVI wieku.
- 1507 Młyn w okolicy Topilca.
- 1558 Młyn we wsi Lewickie.
- 1704 Młyn w Czaplinie.
- 1764 Młyn w Topolach (działał do końca XIX wieku)